# Европа (автомагистраль)
Автомагистраль A6 «Европа» (болг. Автомагистрала A6 „Европа“) — планируемая болгарская автомагистраль в Западной Болгарии. Длина магистрали составит 49 км, она будет проходит от Софийской кольцевой дороги до КПП Калотина на сербско-болгарской границе (выход на дорогу на Ниш и Белград).
Первоначально имела название «Калотина» в честь одноимённого населённого пункта на сербско-болгарской границе. Однако, в 2018 году правительство изменило название на автомагистраль «Европа», а также объединило с ней Северную объездную дорогу Софии и обозначило ее как A6.

## Проектирование
Проектирование магистрали занимается компания «Пътпроект». Магистраль состоит из двух крупных участков: участок Калотина — Хераково (разделён также на два участка между Драгоманом) и участок Хераково — София. Оценочная стоимость проекта составляет 200 млн. болгарских левов без НДС. Согласование маршрута велось с 2012 года, и строительство дороги планировалось начать ещё в 2013 году. Для строительства первого участка Европейская комиссия выделила Болгарии 40 млн. евро.

## Финансирование
Сумма в 40 миллионов евро составляет 85% бюджета всего проекта, остальные 15% должно выделить Правительство Болгарии. Участок Драгомна—Калотина может стать важнейшим звеном в трансконтинентальном коридоре Лондон—Калькутта, который должен проходить через подводный тоннель под Босфором. Запуск участка должен состояться весной или летом 2017 года, но начало эксплуатации первых участков болгарской магистрали должно состояться уже к концу 2016 года, в чём Болгарии может оказать помощь Сербия.